# 7106 Kondakov
7106 Kondakov (1978 PM3) là một tiểu hành tinh vành đai chính được phát hiện ngày 8 tháng 8 năm 1978 bởi N. S. Chernykh ở Nauchnyj.